# Valentino Bucchi
Valentino Bucchi (Firenze, 29 novembre 1916 – Roma, 8 maggio 1976) è stato un compositore e didatta italiano.

## Biografia
Figlio di musicisti, dopo la laurea in filosofia si impegnò negli studi musicali, diplomandosi in composizione presso il conservatorio Luigi Cherubini della città natale. Tra i suoi maestri vi furono Luigi Dallapiccola e Vito Frazzi.
A 22 anni divenne critico musicale per La Nazione, e l'anno seguente presentò al pubblico Il Giuoco del Barone, un'operina che gli valse il Prix Italia nel 1956.
Durante la Seconda guerra mondiale lavorò sporadicamente come critico per diversi giornali, dopo di che concluse tale attività per dedicarsi integralmente alla composizione.
È stato direttore artistico e consulente di accademie ed enti lirici, tra cui l'Accademia Filarmonica Romana dal 1958 al 1960, il Teatro Comunale di Bologna dal 1963 al 1967, l'Accademia Chigiana di Siena. Fu inoltre docente dal 1945 nei conservatori di Firenze (Contrappunto, Armonia complementare, Teoria e Solfeggio) e di Venezia (Letteratura poetica e drammatica), ha diretto l'Istituto Musicale "Morlacchi" di Perugia, divenuto successivamente conservatorio di Perugia, dal 1957 al 1974; infine, passò alla direzione del conservatorio di Firenze dal 1974 sino alla morte.
Ha ricevuto il Premio Montparnasse per la Musica, il Nastro d'Argento, il Prix Italia, il Premio "Faggio d'Oro".
È stato Membro dell'Accademia Cherubini di Firenze. 
Il 20 settembre 1952, con la coreografia di Léonide Massine, vennero presentate alla Sagra Musicale Umbra le "Laudes Evangelii", mistero coreografico elaborato nei modi di una sacra rappresentazione trecentesca italiana. 
Nel 1957 avviene la première nel Teatro dell'Opera di Roma di "Mirandolina", balletto di sua composizione diretta da Bruno Bartoletti.
Fra le sue opere più significative va citato il "Concerto lirico" per violino e archi del 1958, che dopo sette anni dalla première aveva superato le mille esecuzioni. 
Poco dopo la sua scomparsa venne istituita una fondazione a suo nome, con sede in Roma, la quale pubblica tutte le opere di Valentino Bucchi (spesso in nuove edizioni critiche), ed organizza un famoso concorso internazionale di composizione ed esecuzione musicale.

## Stile
Valentino Bucchi rimase sempre fedele a un mondo sonoro fantastico, permeato di citazioni e riferimenti letterari, teso a una continua sperimentazione, senza però perdere di vista l'esigenza di istituire uno stretto contatto con il proprio pubblico.
Considerato spesso come un isolato, venne definito da una critica meno superficiale come un artista libero, scevro da ogni conformismo estetico, fosse esso di retroguardia o di avanguardia. Egli sentì sempre il bisogno di essere partecipe delle espressioni culturali del proprio tempo.
Negli ultimi anni di vita il suo stile si arricchì delle più innovative conquiste della musica contemporanea, che si tradussero nell'uso di microintervalli, del protos chronos (tempo primo), che costituisce l'unità di misura, oltre alla creazione di timbri particolarissimi per la voce e gli strumenti.
Il teatro di Bucchi è ironico, graffiante, grottesco ed è sovente un laboratorio di inesauribili esplorazioni, che rompono decisamente con gli schemi e le cadenze tipiche degli spettacoli tradizionali. Il Coccodrillo (1969-1970), una riflessione sulla posizione dell'uomo nel mondo attuale, suscitò vive polemiche, forse anche per l'ardita sintesi di una vasta gamma di tecniche, dalla danza, al mimo, alla proiezione di video e all'impiego di musica registrata.

## Opere scelte

### Opere teatrali
- Il Giuoco del Barone, opera in un atto (1937)
- Li Gieus de Robin et Marion (1953)
- Il contrabbasso, grottesco in un atto, libretto di Mario Mattolini e Mauro Pezzati, tratto da Il romanzo del contrabbasso (racconto) di Anton Čechov; prima rappresentazione: Firenze, Teatro comunale, 20 giugno 1954
- Una notte in paradiso, cantafavola in un atto (1959-1960)
- Il Coccodrillo, opera in 4 atti (1969-1970)
- Laudes Evangelii, mistero coreografico su testi poetici e musicali umbri medievali

### Musica da camera
- Sonatina per pianoforte (1938)
- Sonatina per arpa (1944)
- Racconto siciliano per due pianoforti (1955)
- Quartetto d'archi (1956)
- Concerto per clarinetto solo (1969)
- Soliloquios, monodramma per viola sola (1976)

### Musica vocale
- Quattro liriche per voce e pianoforte (1935-1940)
- Cinque madrigali la dolce pena per voce e orchestra da camera (1946)
- Cori della pietà morta per coro misto e orchestra, Testi: Franco Fortini (1949-1950)
- Due filastrocche per coro di voci bianche (1958-1959)
- Colloquio Corale per voce solista, recitante, coro misto e orchestra (1972)
- Silence per coro misto a cappella (1972)
- Vocalizzo nel mondo dei fiori per voce solista e 10 strumenti (1975)

### Musica orchestrale
- Ballata del silenzio per orchestra (1951)
- Concerto in rondò per pianoforte e orchestra (1957)
- Concerto lirico per violino e archi (1958)
- Banditi a Orgosolo suite per orchestra dalle musiche per il film di Vittorio De Seta (1965)
- Suite per orchestra (1973)
- Piccolo concerto per ottavino e archi (1973)
- Concerto di concerti per orchestra d'archi con violino, viola, violoncello e contrabbasso obbligati (1974)

## Filmografia
- Ragazza che dorme, regia di Andrea Forzano (1940)
- Preludio d'amore, regia di Giovanni Paolucci (1946)
- Il cielo è rosso, regia di Claudio Gora (1950)
- Febbre di vivere, regia di Claudio Gora (1953)
- La grande ombra, regia di Claudio Gora (1957)
- Tormento d'amore, regia di Claudio Gora e Leonardo Bergovici (1958)
- Banditi a Orgosolo, regia di Vittorio De Seta (1960)

## Premi e riconoscimenti

### Nastro d'argento
- 1953: - miglior colonna sonora per Febbre di vivere